# Блазіусталер
Блазіусталер — назва низькопробного талеро Дубровницької республіки, який карбували з 1725 для торгівлі з Близьким Сходом.
Попередній досвід Дубровницької республіки з випуску наслідувань венеціанським скудо в 1708-1709 та срібних дукатів у 1722-1723 виявився невдалим. Карбування блазіусталера стала наступною спробою налагодити виробництво великої торгової срібної монети. Блазіусталери виготовляли з низькопробного срібла при подібних розмірах і загальній вазі з німецьким рейхсталером. Кількість чистого срібла в монеті становила 15,626 г, що значно поступалося показнику німецьких аналогів.
Блазіусталери карбували з перервами в 1725-1743. Досить великі тиражі монет надходили на внутрішній ринок Османської імперії зі слабо розвиненими в описуваний час монетною справою та грошовим обігом. Після 1743 замінені ректорталерами.
На аверсі вміщено погрудне зображення покровителя Дубровника святого Власія, на реверсі — герб міста, кругова легенда із зазначенням номіналу «DVCAT (VS) • ET • SEM (IS)» та роком випуску. Відповідно до позначення номінальної вартості «DVCAT (VS) • ET • SEM (IS)» повинен був відповідати 1½ дукатам або 60 гроссетто .